# Sperrstelle Stammheim-Schlattingen

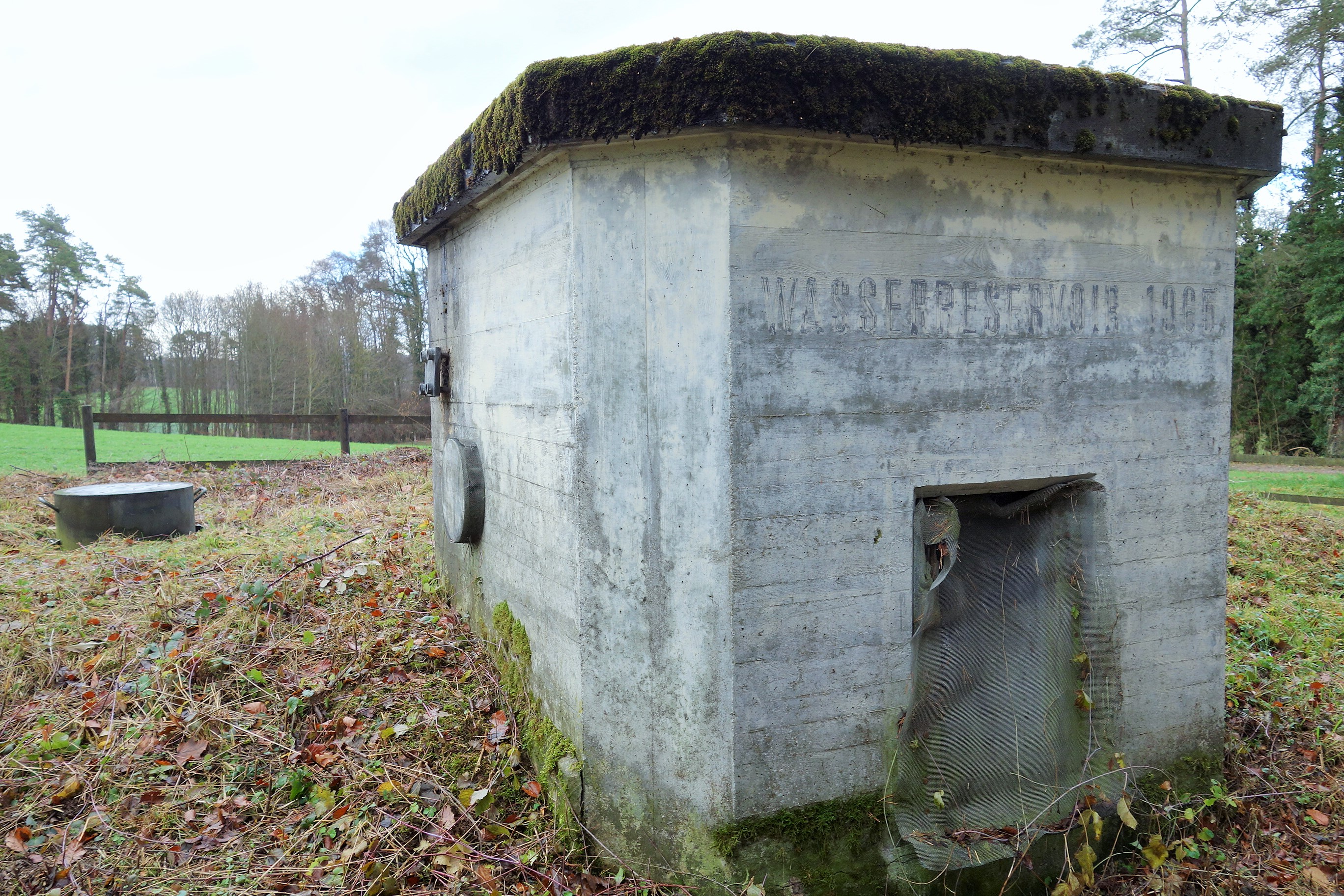
8,1-cm-Festungsminenwerfer Hohbühl A 5575

Die Sperrstelle Stammheim-Schlattingen (Armeebezeichnung Nr. 611, 614, 617, 618) war eine Grenzbefestigung der Grenzbrigade 6 der Schweizer Armee. Sie gilt als militärhistorisches Denkmal von regionaler Bedeutung.

## Geschichte
Während des Zweiten Weltkriegs wurde der Rhein eine befestigte Grenze. Die für den Angreifer günstigen Übersetzmöglichkeiten bei Stein am Rhein und Diessenhofen wurden von der Grenzbrigade 6 als gefährlich eingestuft, weil von dort aus über die Senke bei Unterstammheim in die Räume Winterthur und Frauenfeld vorgestossen werden konnte.
Die Schlüsselräume im Abschnitt rechts (südlich des Rheins) des Infanterieregimentes (Inf Rgt) 52 waren: Herdern, Stammerberg, Schlattingen-Stammheim-Rodenberg, Dickihof-Wildensbuch-Trüllikon und Ossingen-Gisenhard.
Die Sperranlage zieht sich in west- östlicher Richtung quer durch die drei Kilometer von der Landesgrenze (Rhein) entfernte Senke an der Grenze der Kantone Thurgau und Zürich zwischen Schlattingen und Unterstammheim. Sie ist die letzte modernisierte Sperre der Schweiz. 1994/95 wurden hier die drei letzten Centi Bunker der Schweiz gebaut. Die natürlichen Hindernisse, wie der Rhein, mussten durch künstliche Mittel ergänzt und mit Feuerschutz (Rheinbunker, Festungsminenwerfer, mobile Artillerie, Flieger) verstärkt werden.
Während des Zweiten Weltkrieges gab es in der Stammheimer Senke keine zweite Verteidigungslinie. Im Kalten Krieg schätzte die Schweizer Armee die Gefahr so hoch ein, dass dort die stärkste Sperrstelle im gesamten Brigaderaum erstellt wurde. Um diese Achse nachhaltig zu sperren, wurden drei Sperrstellen errichtet (614, 617, 618).
Die Sperrstelle 611 (Oberstammheim) gehörte zum Füsilierbataillon (Füs Bat) 160 des Inf Rgt 52.
Die östliche Sperrstelle 614 (östlich Schlattingen) sperrte als Vorsperre die Strasse von Stein am Rhein zwischen Rodebärg und Stammerberg (zwei Pak-Garagen für mobile Panzerabwehrkanonen usw.). Beide 8,1-cm-Festungsminenwerfer 1956/60 (A5575 Hohbühl und A5576 Junkerenboden) konnten auf diese Sperre wirken.
Die Hauptsperre 617 (nördlich Unterstammheim) sperrte die Stammheimer Senke auf einer Breite von rund zwei Kilometern. Sie wurde von den 1970er bis in die 1990er Jahre ausgebaut (drei Centurion-Panzerabwehr-Bunker, ein 8,1-cm-Festungsminenwerfer Monoblock Typ 50, eine Pak-Garage). Alle Sperrstellen wurden mit vielen Unterständen (U4, U12, ASU) ausgerüstet. Die letzte Modernisierung erfolgte durch verstärkte Panzersperren (GPH66) und mehrere 12-cm-Festungsminenwerfer 1959 (mit moderner Kanistermunition, intelligente Panzerabwehr-Geschosse Strix).
Die westliche Sperrstelle 618 (Schlattingen und Schlattingen Süd, Raum Füs Bat 152) hatte die westliche Einfallachse bei Schlattingen (zwischen Rodebärg und Joosebuck) zu sperren (vier Pak-Garagen, ein 8,1-cm-Festungsminenwerfer Monoblock Typ 50). Die ersten Sperrelemente wurden ab 1937 verbaut. Der in den 1960er Jahren erstellte Minenwerfer konnte die Sperrstelle und den Brückenkopf bei Diessenhofen mit seinem Feuer bestreichen.
Die Grenzbrigade 6 wurde 1994 aufgelöst. Die Sperrstellen wurden grösstenteils mit der Armeereform 1995, die übrigen um 2004 ausser Dienst gestellt. Die Gemeinden Ober-, Unterstammheim und Waltalingen wollen Teile der Sperre samt Geschützbunker vom Bund übernehmen, um sie der Öffentlichkeit auf einem «historischen Bunkerweg» zugänglich zu machen.

### Anlagen
- Unterstand Rodenberg West A 5510 ⊙
- Unterstand Rodenberg Ost A 5511 ⊙
- Unterstand Bleuelhausen A 5526
- 8,1-cm-Festungsminenwerfer 50 Hohbühl A 5575 ⊙
- 8,1-cm-Festungsminenwerfer 50 Junkerenboden A 5576 ⊙
- 10,5-cm-Centi-Bunker Furtmüli Nord A 5577 Geissbühl Nord ⊙
- 10,5-cm-Centi-Bunker Furtmüli Süd A 5578 Geissbühl Süd ⊙
- 10,5-cm-Centi-Bunker Steigbüel A 5579 ⊙
- 8.1 cm Festungsminenwerfer 56 Kyburgerstein F 6525 Unterschlatt TG  ⊙
- Pak-Garage Halden (VOBAG) F 6638 ⊙
- Unterstand U12 Rotlenbuch (VOBAG) F 6647 ⊙
- Pak-Garage Fisterbuck (VOBAG) F 6653 ⊙
- Pak-Garage Guggerihalden (VOBAG) F 6657 ⊙
- Pak-Garage Vorhegi (VOBAG) F 6661 ⊙
- Pak-Garage Schlosserbuck (VOBAG) F 6700 ⊙

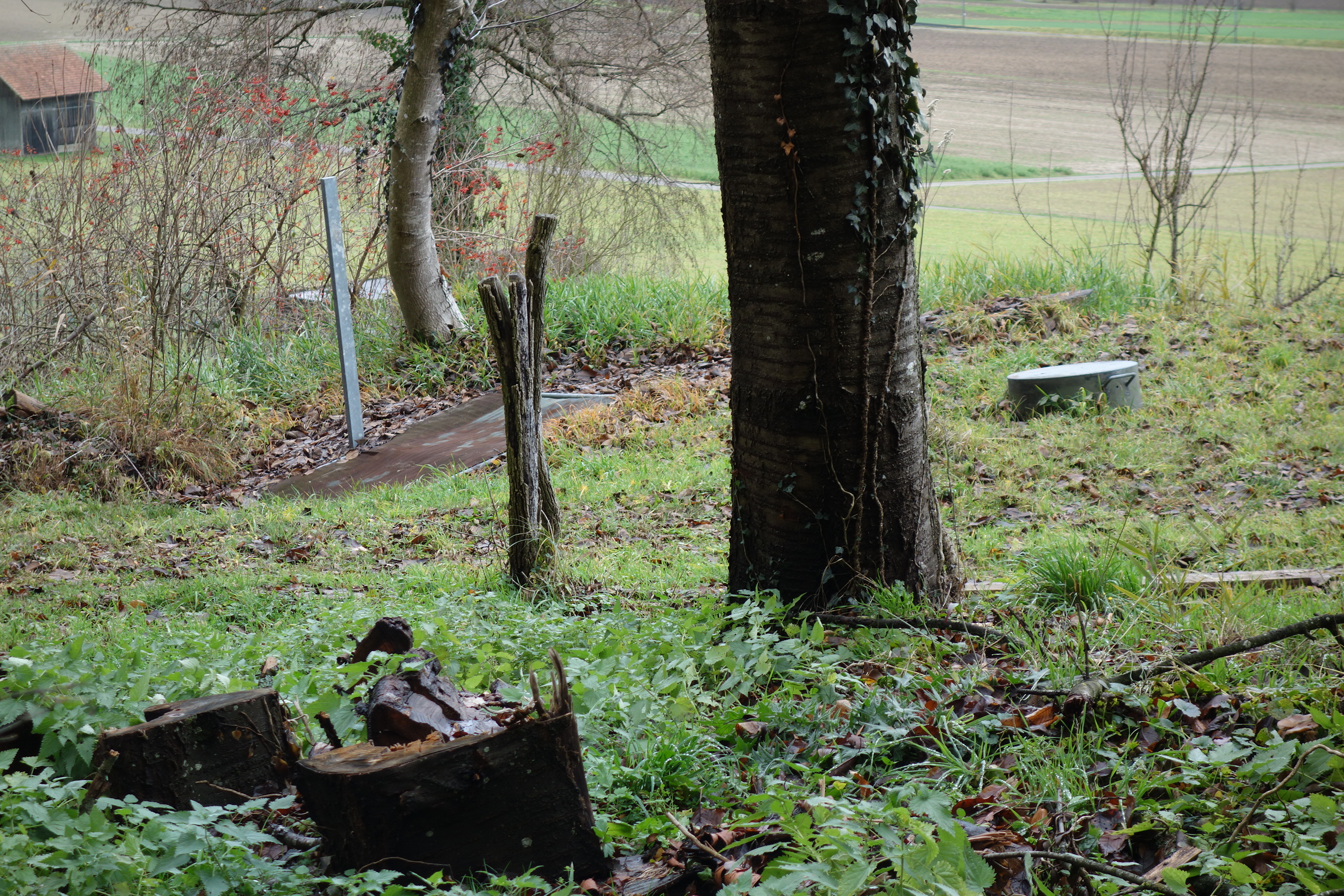
8,1-cm-Festungsminenwerfer Junkerenboden A 5576
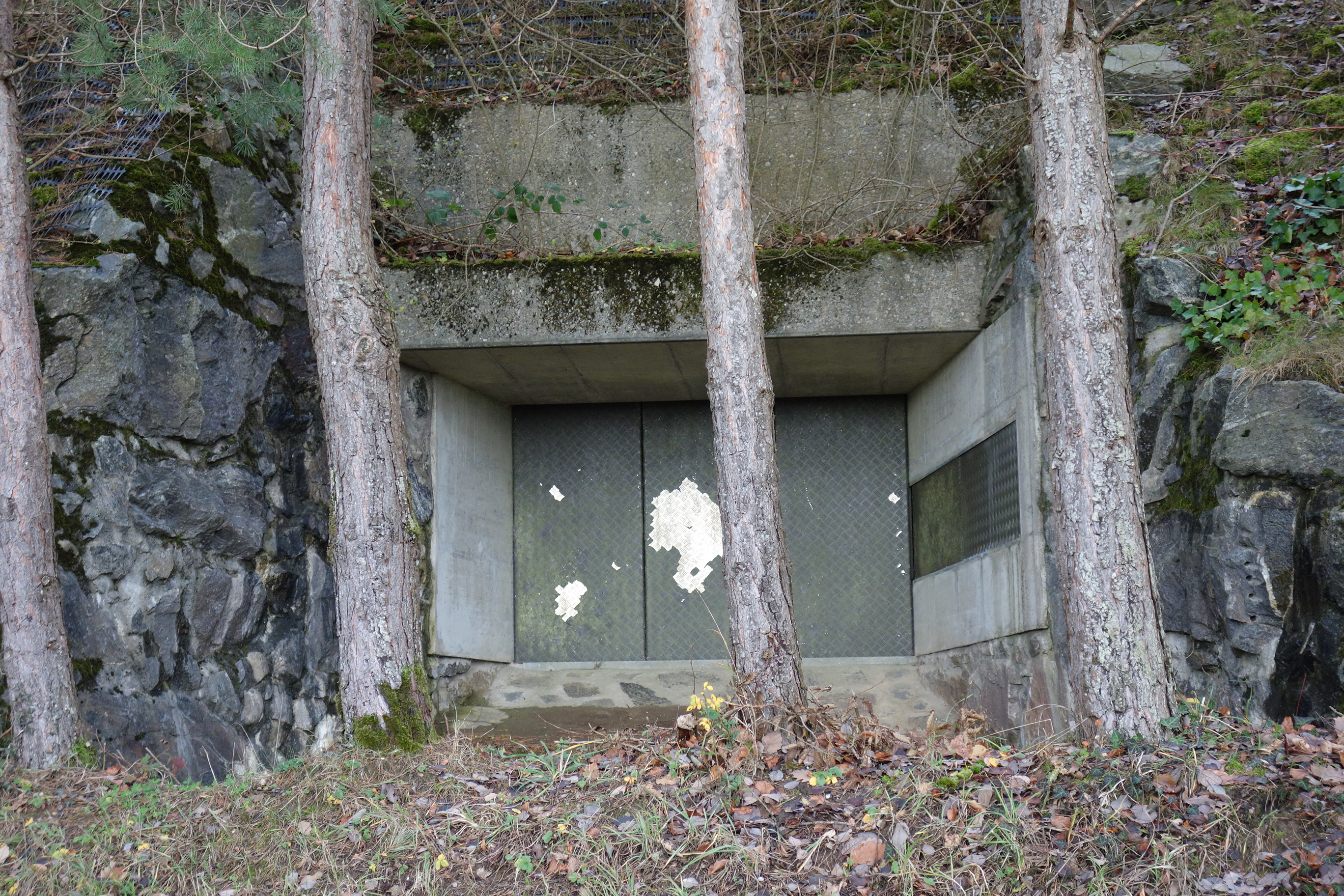
Centi Bunker Furtmüli Süd A 5578
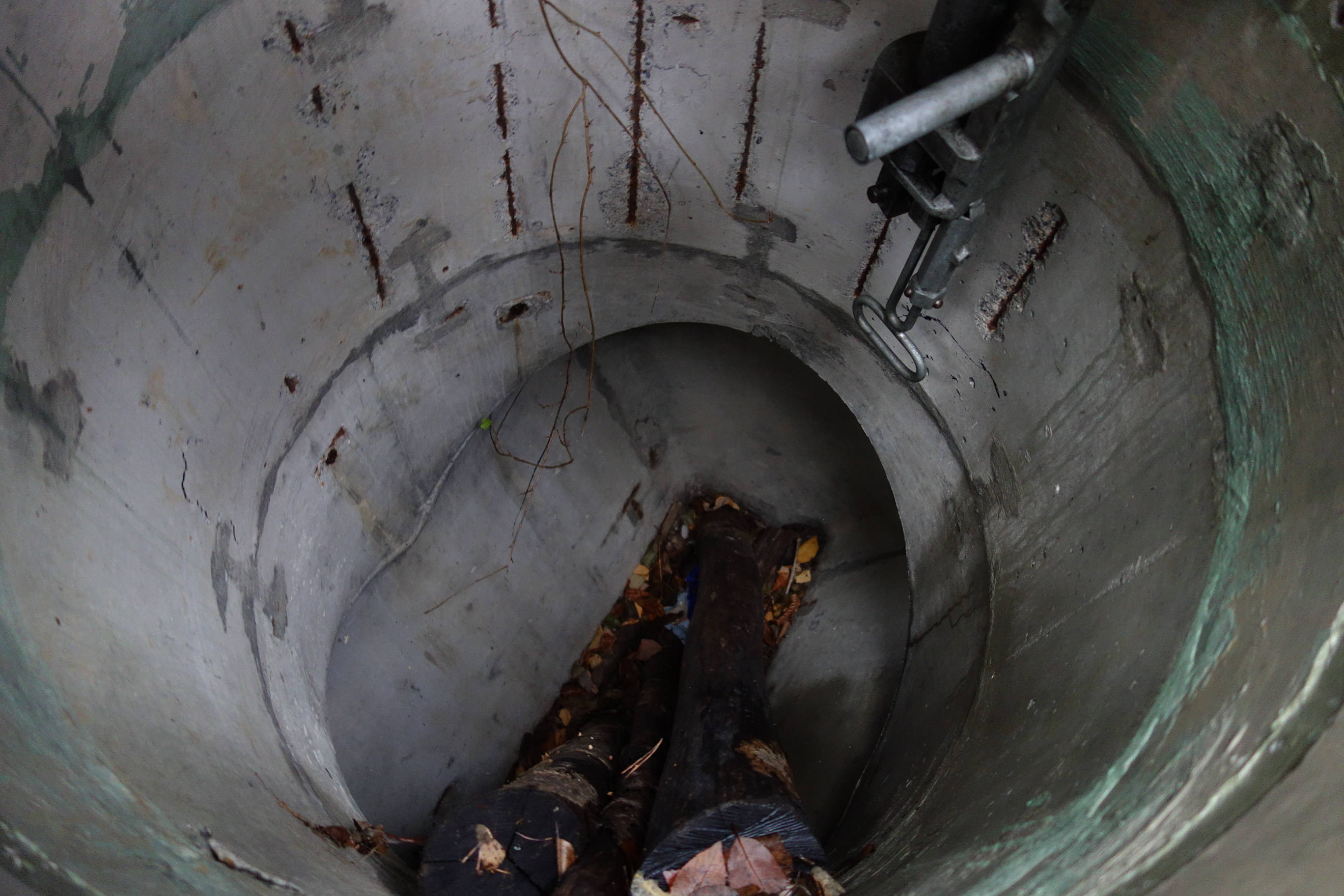
Unterstand VOBAG Pak-Garage Vorhegi F 6661
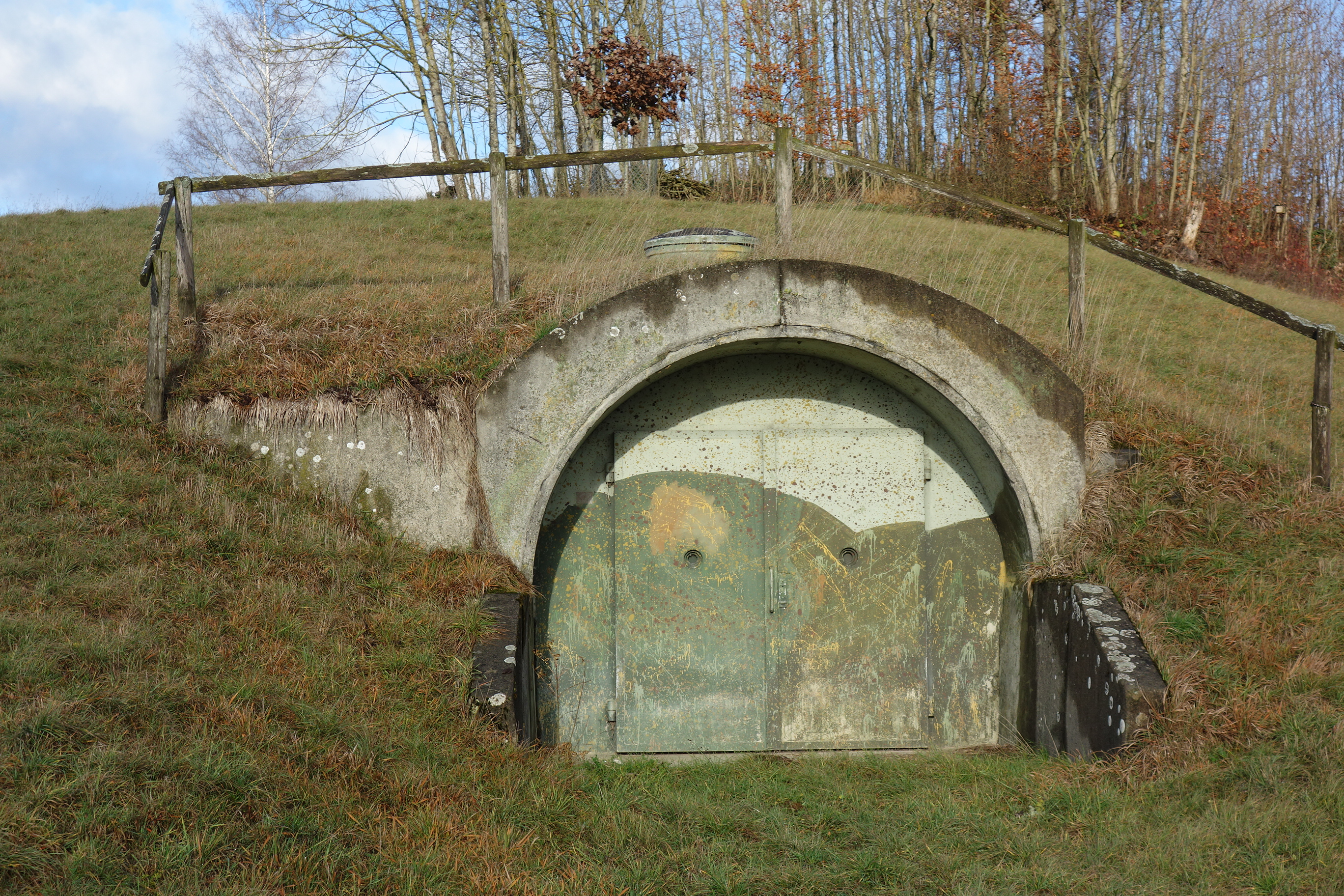
Pak-Garage Schlosserbuck F 6700

- Unterstand Mooshölzli Kompanie KP (VOBAG) F 6709 ⊙
- Pak-Garage Mooshölzli (VOBAG) F 6711 ⊙
- Pak-Garage Ungrien (VOBAG) F 6719 ⊙
- Pak-Garage Weiher (VOBAG) F 6722 ⊙
- Kugelbunker U4 Bleuelhausen A 6755
- Unterstand U12 Späckhofwald (VOBAG) A 6763
- Vorhegi ASU 6S, 30 Mann F 6796 ⊙
- ASU-Kommandoposten Kompanie F 6912 ⊙
- Munitionsmagazin Typ 22 Hohbühl F 6955 ⊙
- GPH66 und Strassenbarrikaden T 2660 ⊙
- GPH und Strassenbarrikaden T 2661 ⊙
- Tankmauer GPH66 T 2663 ⊙
- GPH66 und Strassenbarrikaden T 2667 ⊙

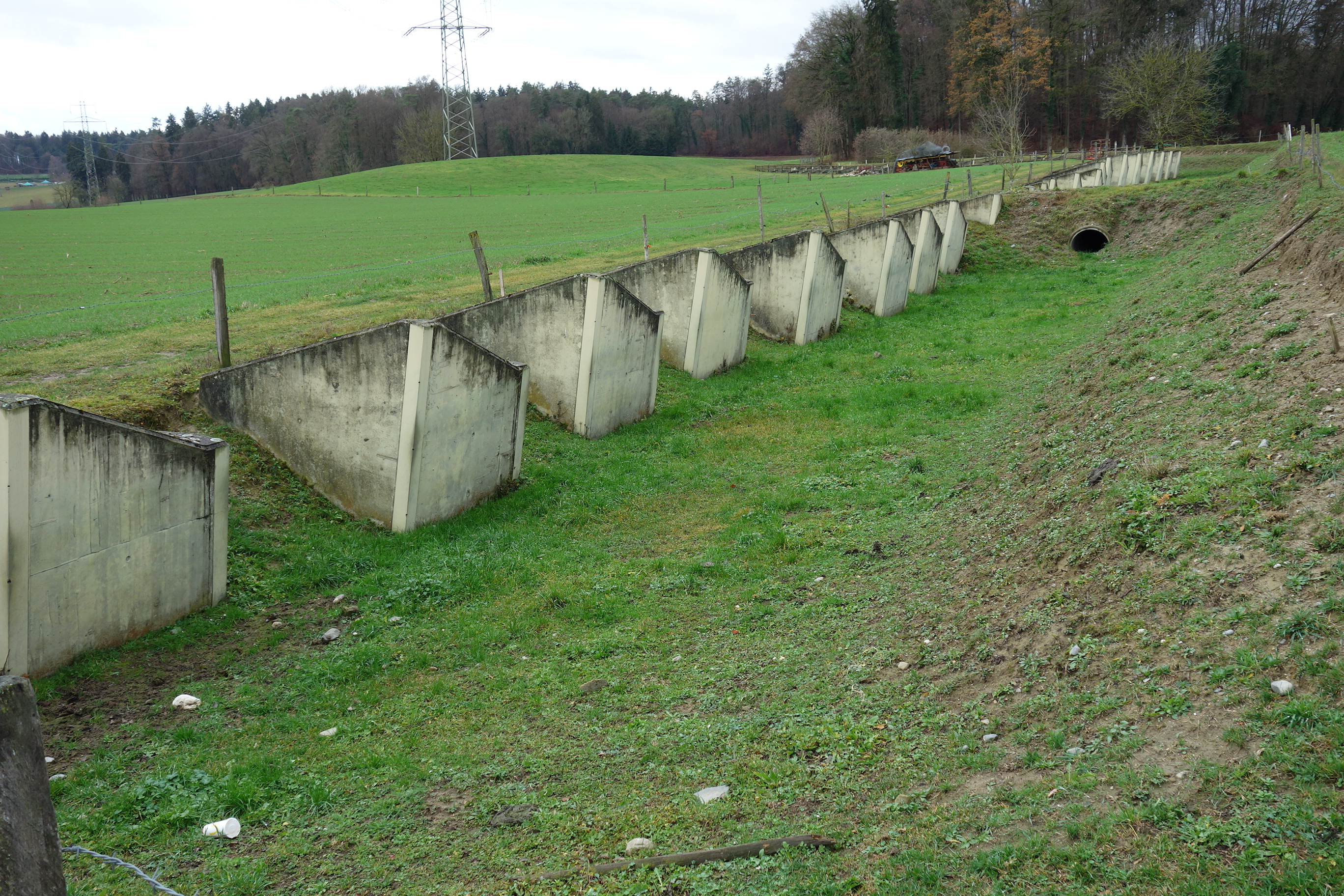
Geländepanzerhindernis GPH66 T 2660
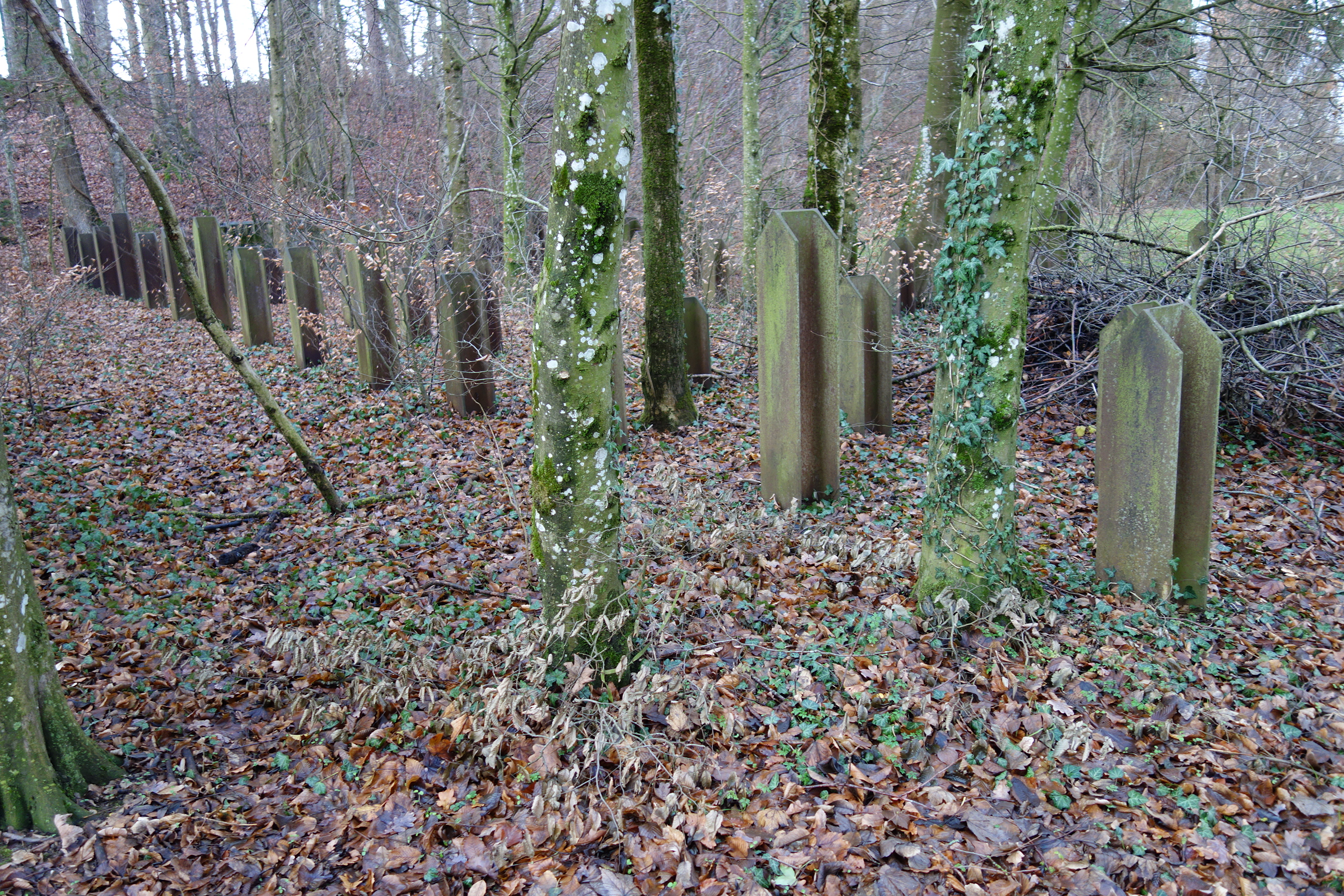
GPH T 2661
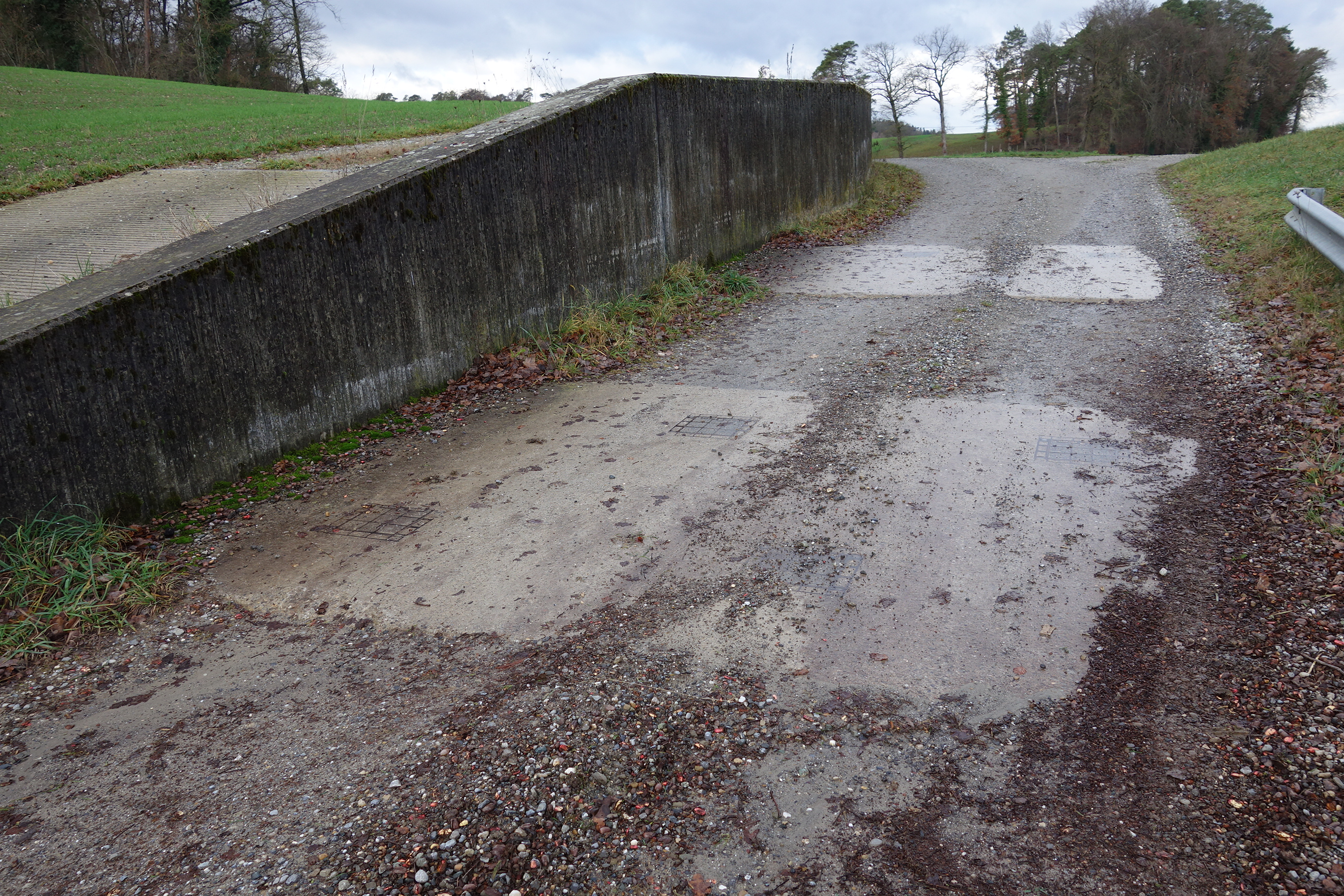
Tankmauer und Strassenbarrikade T 2663
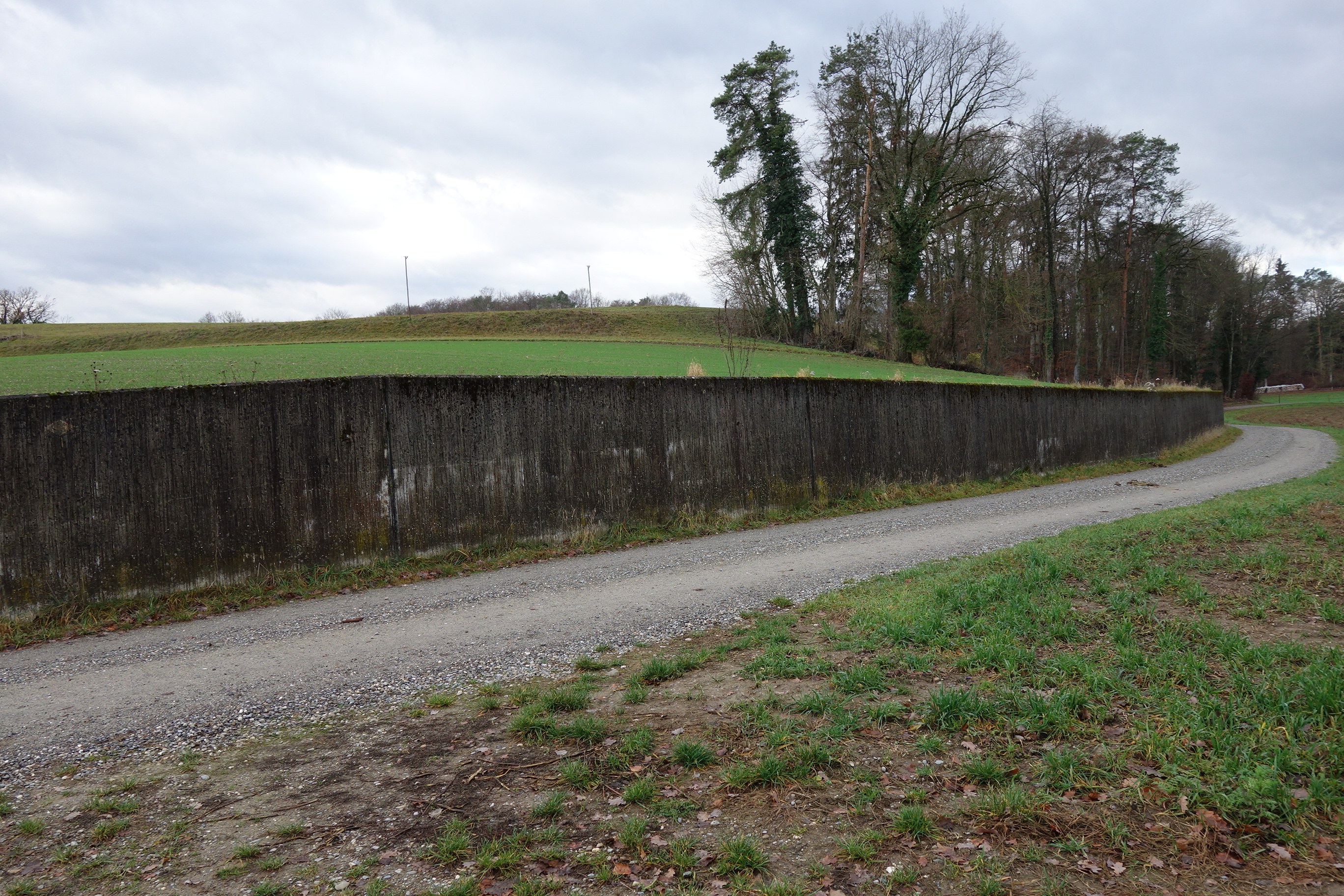
Tankmauer T 2663

## Sperrstelle Trüllikon
Der Raum Trüllikon ZH wurde in den 1950er und 1960er Jahren als Infanteriestützpunkt ausgebaut. Die damals erstellten Anlagen sind grösstenteils abgebaut.
- ASU 6S Trüllikon F 6441

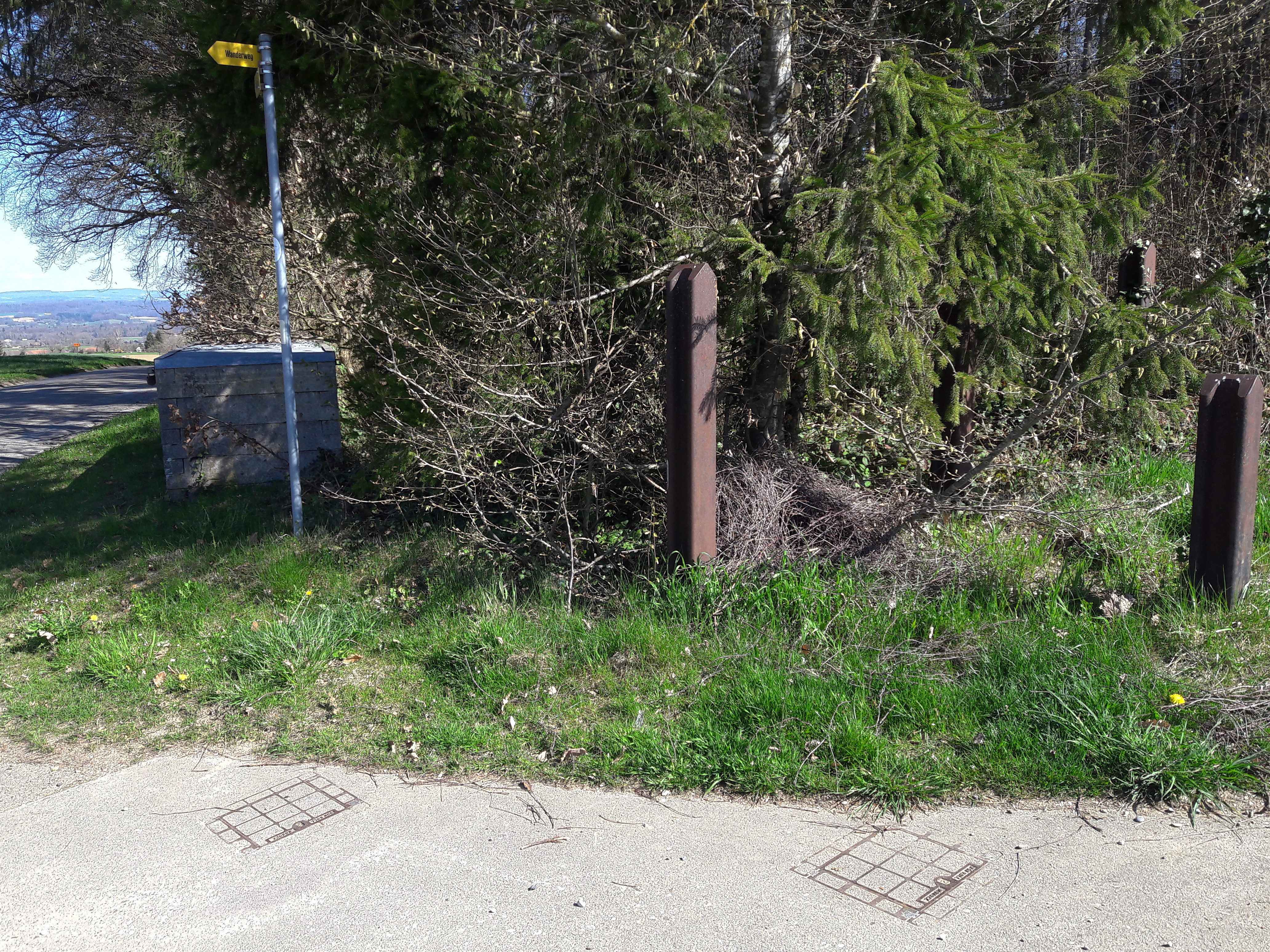
Barrikade Trüllikon Ost

- Unterstand U12 Langenmoos (VOBAG) F6446
- Kugelbunker U4 Husemersee F 6450
- Kugelbunker U4 Berghof F 6457
- Kugelbunker U4 Hirnital F 6458
- 8.1 cm Festungsminenwerfer Türni F 6597 Unterschlatt TG  ⊙
- Barrikade Trüllikon Ost T 2959		⊙
- GPH Trüllikon Ost T 2959		⊙
- Barrikadenelemente Trüllikon Ost T 2959		⊙
- GPH Wald Trüllikon Ost T 2959 		⊙